# Вулиця Бортнянського (Львів)
Вулиця Бортня́нського — вулиця у Залізничному районі міста Львова, в місцевості Клепарів. Сполучає вулиці Шевченка та Луцького. Прилучаються вулиці Сорохтея, Квітки-Основ'яненка та Генерала Юнаківа.

## Історія
Під час облоги Львова 1655 року українським військом Богдана Хмельницького, при Янівській дорозі, там, де від сучасної вулиці Шевченка відгалужується вулиця Бортнянського, розташувалася ставка російських військ під командуванням боярина Василя Бутурліна.

## Назва
Вулиця виникла у XIX столітті, до 1870-х років мала назву вулиця Янівська бічна до кар'єрів. У 1871 році отримала назву вулиця Свєнтокшиська, бо при її початку з кінця XVI століття стояв костел Віднайдення Святого Хреста, розібраний 1784 року під час касаційних реформ австрійського уряду. Під час німецької окупації — Гайліґенкройцґассе. Нетривалий час, з грудня 1944 року по 1946 рік, мала назву вулиця Дністровська, у 1946 році отримала назву вулиця 27 Липня, на честь дня вступу радянських військ до Львова у 1944 році. Сучасна назва — з 1992 року, на честь українського композитора Дмитра Бортнянського.

## Забудова
У забудові вулиці Бортнянського присутні класицизм, сецесія, польський конструктивізм 1930-х років, радянський функціоналізм 1950-х — 1960-х років, сучасна житлова забудова. Декілька будинків внесено до Реєстру пам'яток архітектури місцевого значення.
№ 4, 6 — триповерхові кам'яниці, збудовані у 1910 році та оздоблені в стилі пізньої сецесії.
№ 11а — за радянських часів тут був будинок, де містився дитячий садок. У 2000-х роках будинок викупили, а на його місці невдовзі збудували сучасну будівлю, у якій розмістили Львівський обласний центр зайнятості. 
№ 12 — тут за радянських часів були дитячі ясла-садок, у 2000-х роках — відділення страхової компанії «Оранта». У 2018 році власником земельної ділянки стало ТзОВ «ЖК Білий шоколад». Власники підприємства здійснили передачу у власність територіальній громаді міста Львова відремонтованого приміщення загальною площею 400 м² для розміщення в ній дошкільного навчального закладу, а натомість, рішенням виконавчого комітету ЛМР від 2 листопада 2018 року ТзОВ «ЖК Білий шоколад» для будівництва багатоквартирного будинку виділена земельна ділянка площею 0,83 га на вул. Під Голоском. 3 грудня 2018 року, рішенням виконавчого комітету ЛМР прийнято на баланс відділу освіти Шевченківського та Залізничного районів будівлі та споруди за цією адресою. 21 січня 2019 року відбулося відкриття садочку, де функціонуватиме одна група для дітей віком від 2 до 3 років, дві групи для дітей від 3 до 4 років та одна група різновікова від 4 до 6-7 років. Він є другим корпусом Львівського ДНЗ ясла-садка № 94 (вул. Яцкова, 15).
Під № 17 міститься ЛКП «Граніт», а під № 23 — житловий комплекс «Соната».
№ 20/20а — п'ятиповерховий житловий будинок, зведений у 1980-х роках.
№ 24 — вілла, збудована у 1920-х роках.
№ 25 — п'ятиповерховий житловий будинок, зведений у 1960-х роках, де від радянських часів працює магазин «Продукти», а також тут міститься кафе «Явір».
№ 30/32 — триповерховий будинок, зведений у 1950-х роках, тут містилася Республіканська спеціалізована школа майстрів і лаборантів Міністерства м'ясної і молочної промисловості УРСР, згодом Львівський технікум харчової промисловості Міністерства харчової промисловості УРСР (нині — Львівський фаховий коледж харчових технологій та бізнесу НУХТ).
№ 34 — чотириповерховий житловий будинок, зведений у 1930-х роках на замовлення фонду військового квартирування для родин офіцерів Війська Польського. Архітектор Стефан Брила, споруджувала фірма «Inż. Landau».
№ 36 — вілла. Внесена до Реєстру пам'яток архітектури місцевого значення під охоронним № 2553-м.
№ 38 — вілла. Внесена до Реєстру пам'яток архітектури місцевого значення під охоронним № 2554-м.
№ 40 — вілла. Внесена до Реєстру пам'яток архітектури місцевого значення під охоронним № 2555-м.
№ 42 — двоповерхова вілла, оздоблена барельєфним зображенням когута. Внесена до Реєстру пам'яток архітектури місцевого значення під № 2556-м.
№ 54 — вілла. Внесена до Реєстру пам'яток архітектури місцевого значення під охоронним № 2557-м.
№ 55 — вілла. Внесена до Реєстру пам'яток архітектури місцевого значення під охоронним № 2558-м.

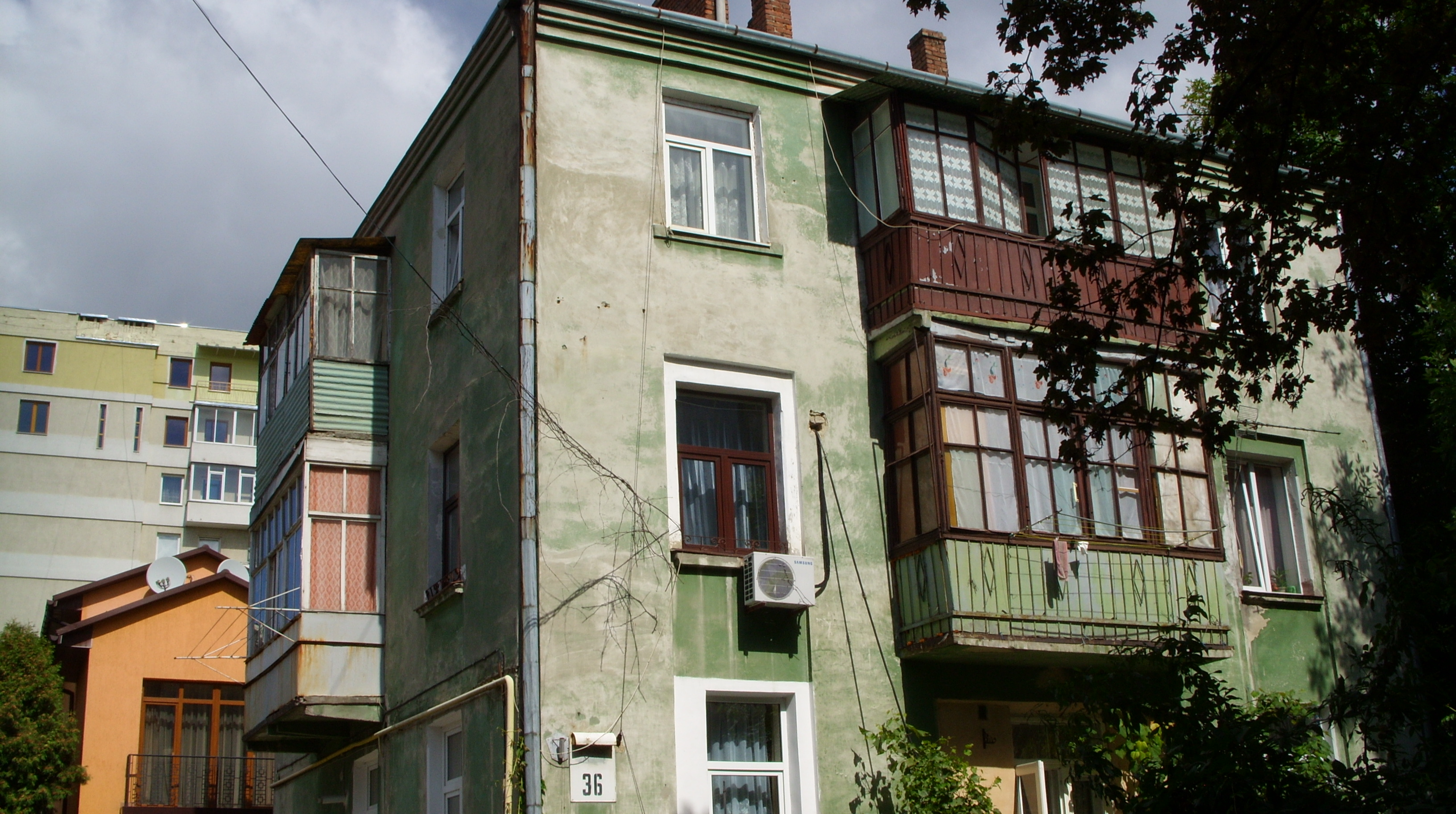
Будинок № 36
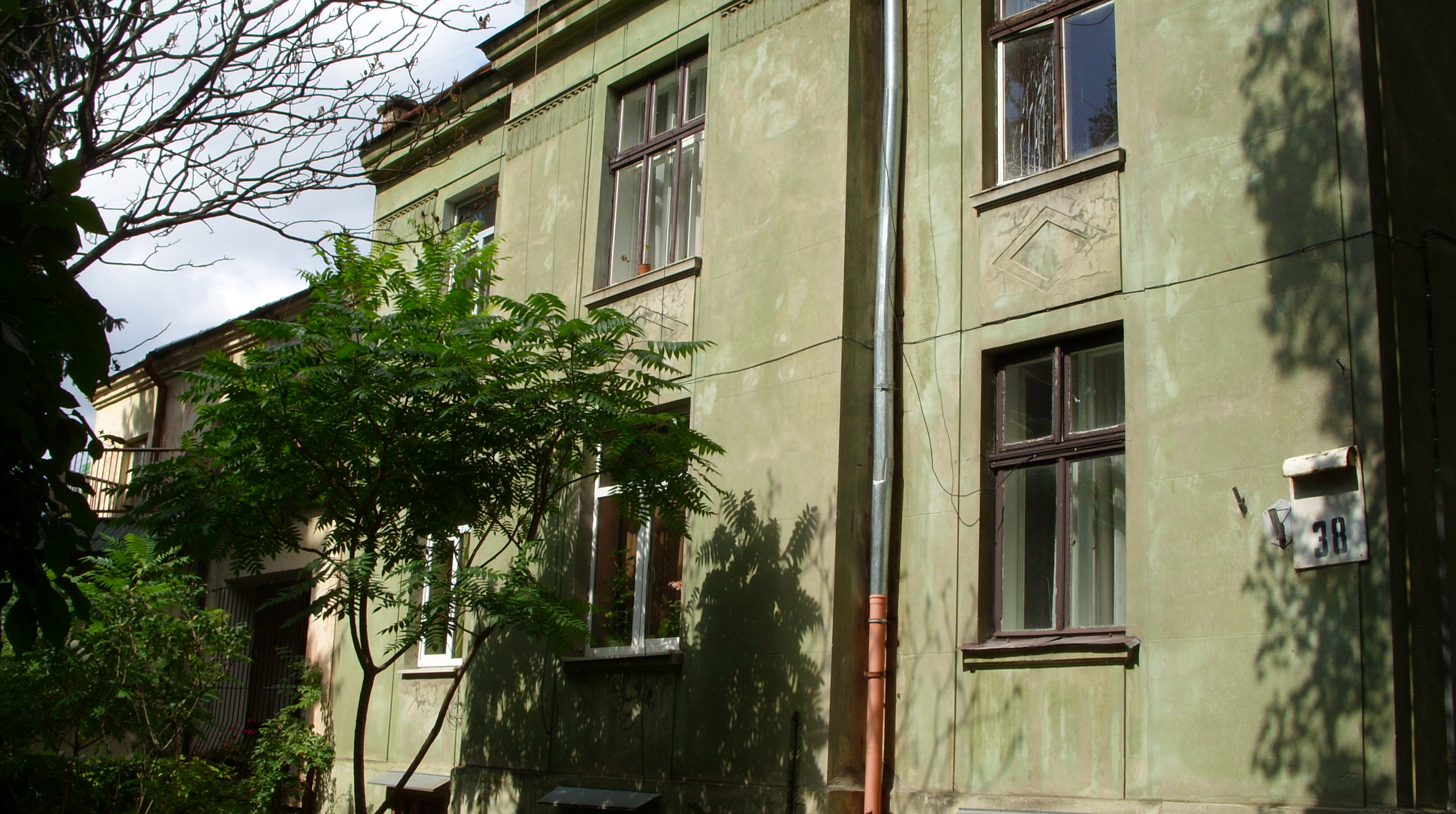
Будинок № 38
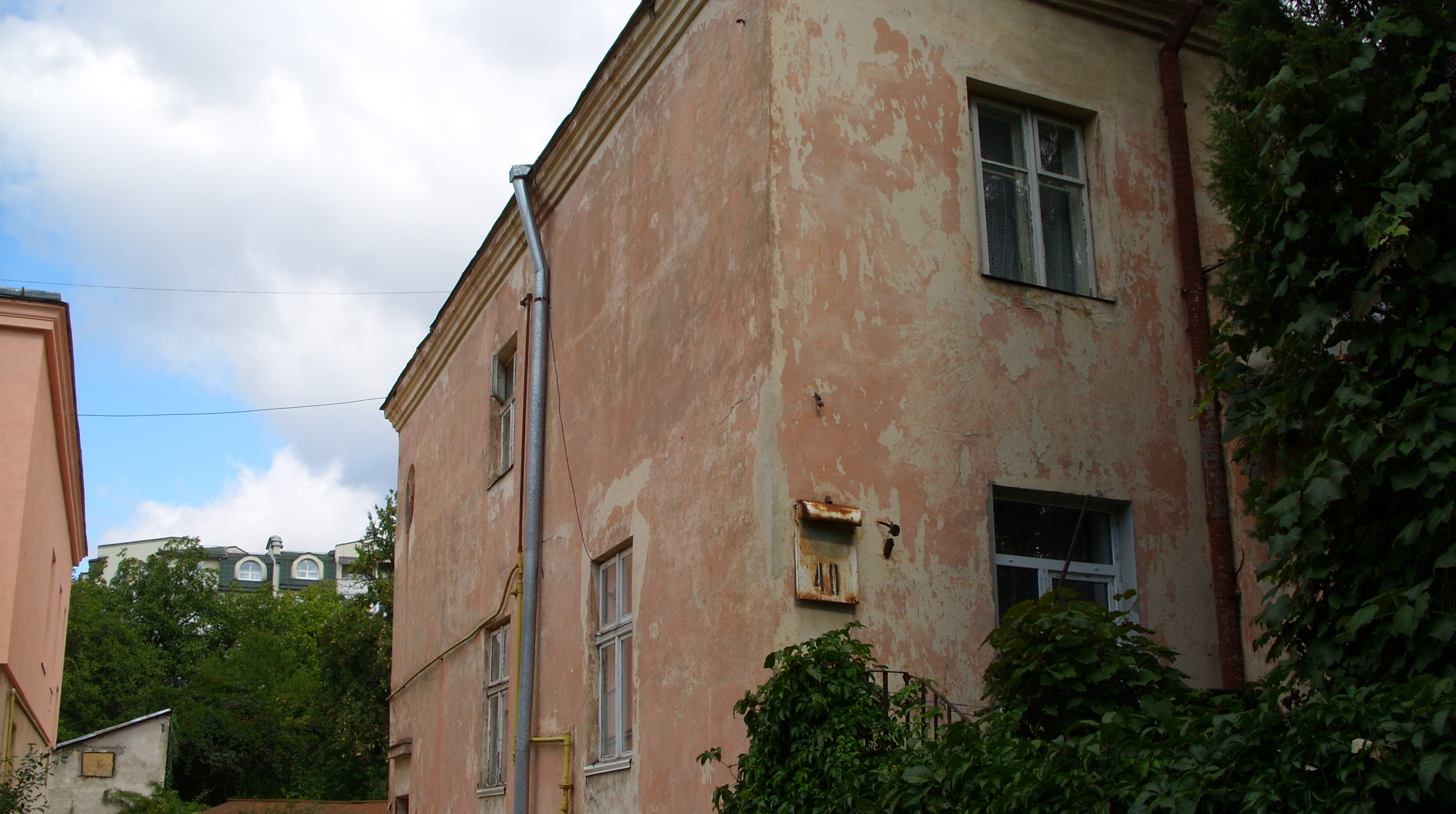
Будинок № 40
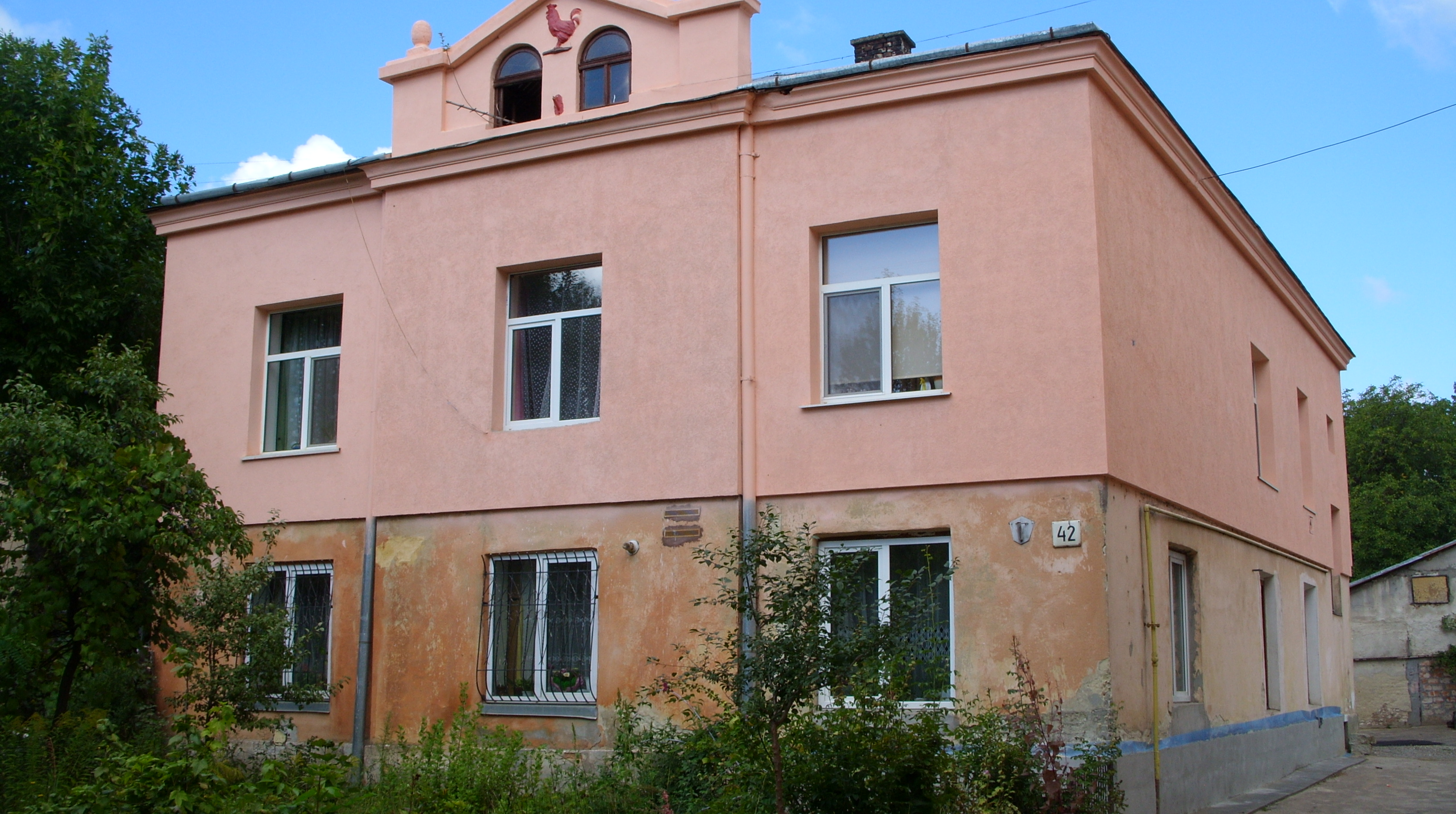
Будинок № 42
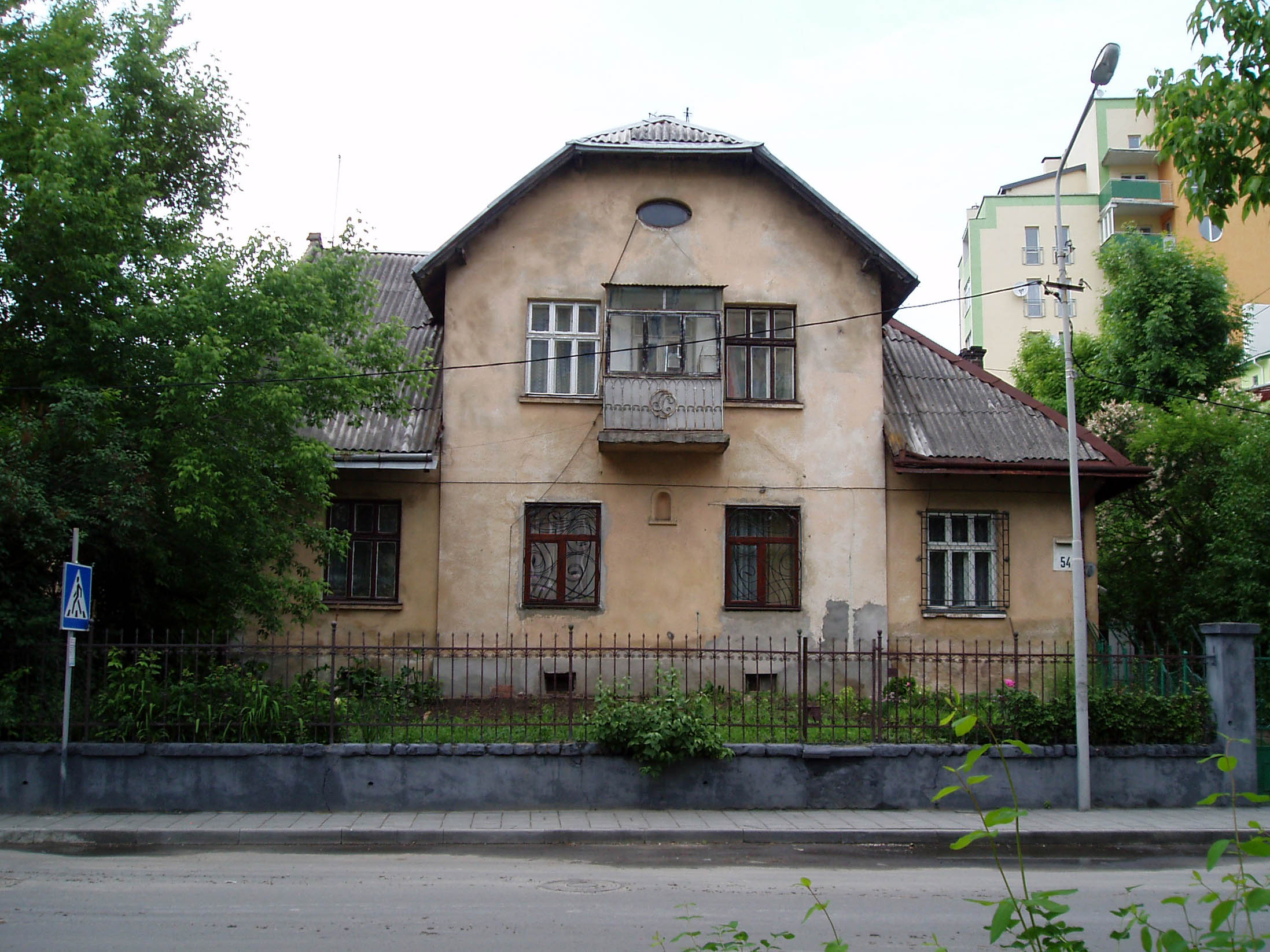
Будинок № 54
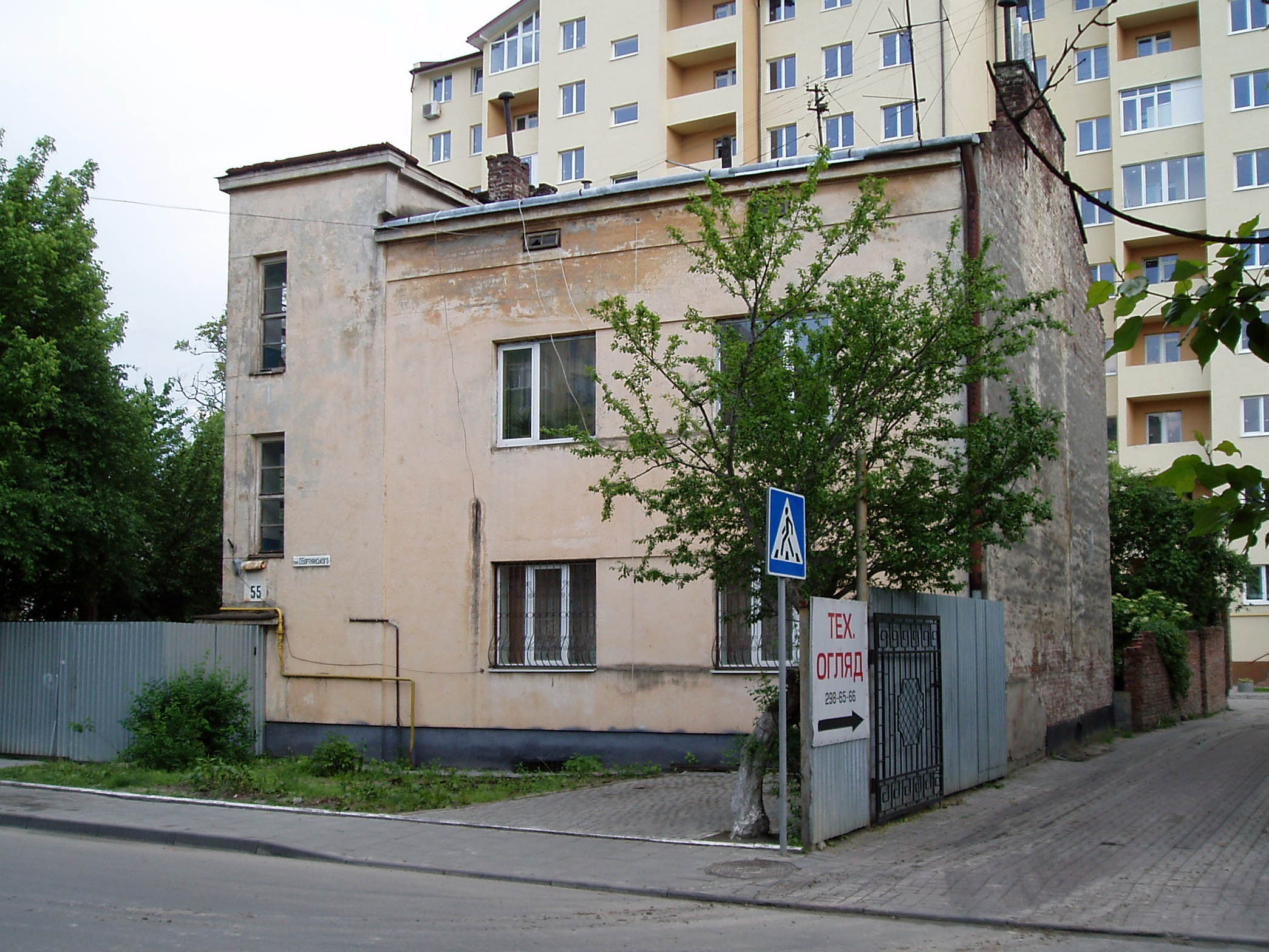
Будинок № 55